# Steinweg 61 (Quedlinburg)

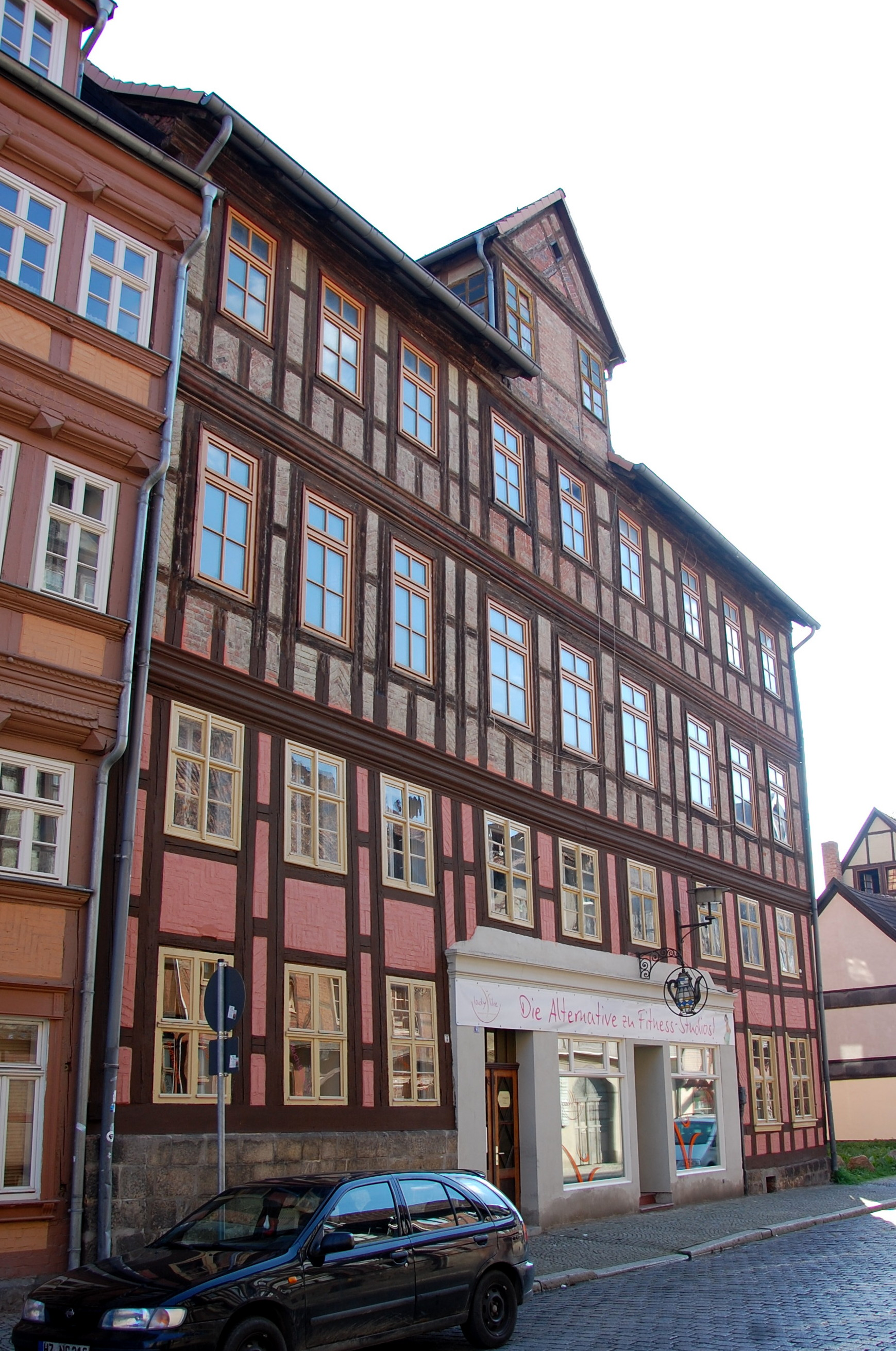
Haus Steinweg 61

Das Haus Steinweg 61 ist ein denkmalgeschütztes Gebäude in der Stadt Quedlinburg in Sachsen-Anhalt.

## Lage
Es befindet sich in der historischen Quedlinburger Neustadt auf der Südseite des Steinwegs und gehört zum UNESCO-Weltkulturerbe. Im Quedlinburger Denkmalverzeichnis ist es als Kaufmannshaus eingetragen. Östlich grenzt das gleichfalls denkmalgeschützte Haus Steinweg 60 an.

## Architektur und Geschichte
Das große dreigeschossige Fachwerkhaus entstand um 1790 im Spätbarock. Die Fassade des Hauses ist durch Thüringer Leitern, profilierte Bohlen und kleinteilige Fachwerkkonstruktionen gegliedert. Die Gefache sind mit Zierausmauerungen versehen. Am Zwerchhaus des Gebäudes befindet sich eine zugemauerte Ladeluke.
Im Gebäude ist eine barocke Treppenanlage erhalten.